# 洗い

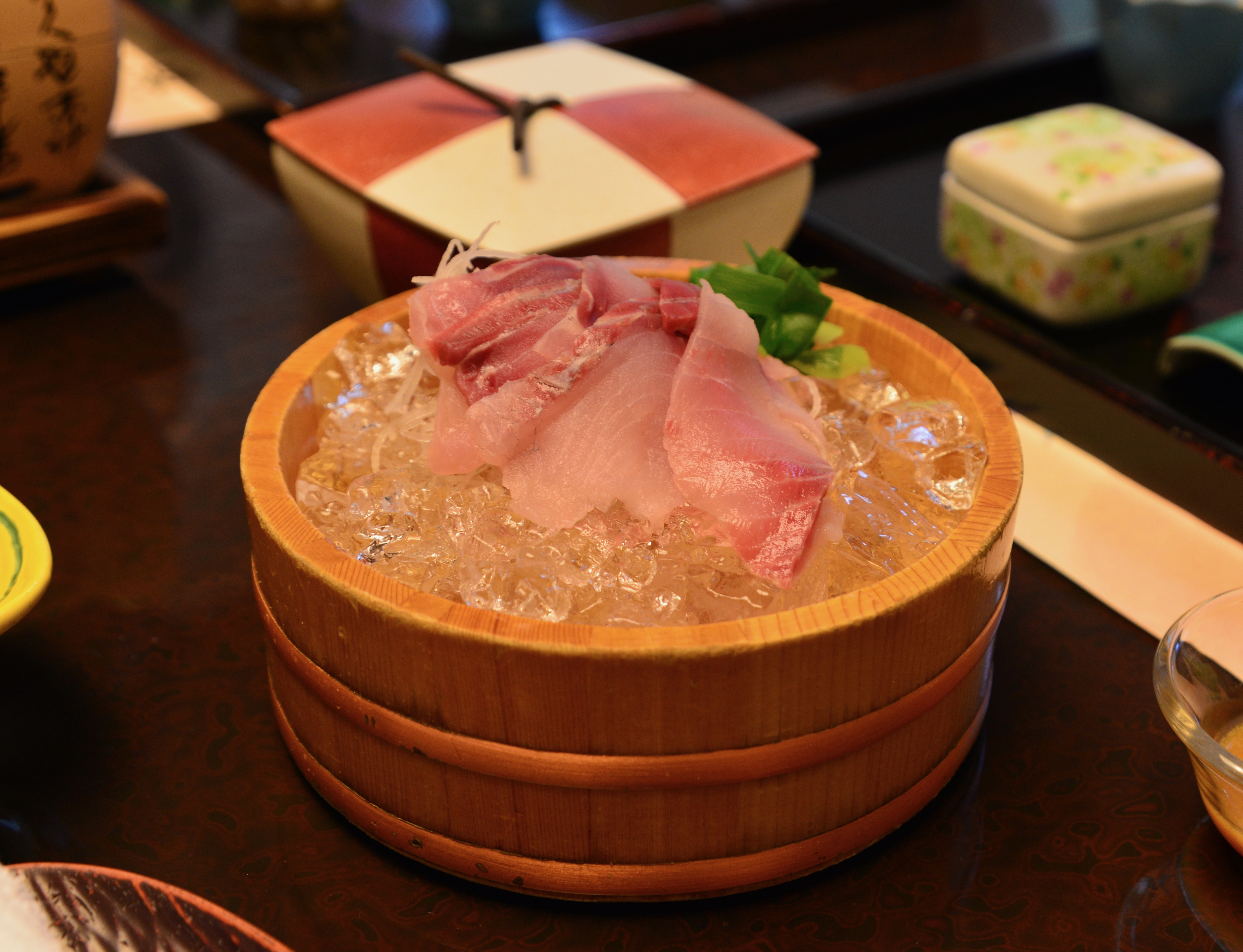
鯉の洗い

洗い（洗膾、洗魚、あらい）とは、鮮魚の調理法の一つ。

## 料理
コイなどの魚を三枚におろし、厚めに薄造りにしたものである。そぎ切りにした身を、清水、氷水、井戸水または湯などで洗うことで、筋肉を収縮硬化させて独特の食感を出す。コイやフナのほか、タイ、ヒラメ、スズキ、カレイなどの白身魚が用いられる。
酢味噌（辛子酢味噌）のほか、わさび醤油や土佐醤油などで食べる。
カニの刺身をさっと湯引きしたものを洗いと呼ぶ地方もある。

## 文化
鯉の洗いを含む鯉料理はハレの日の料理として提供されてきた。